# NGC 1272
NGC 1272 (другие обозначения — UGC 2662, MCG 7-7-58, ZWG 540.98, PGC 12384) — эллиптическая галактика (E) в созвездии Персея.
Галактика обладает активным ядром и относится к радиогалактикам.
NGC 1272 имеет два радиоджета. Они изогнуты и имеют радиус кривизны ~ 6500 св. лет. Небольшой изгиб говорит об отсутствии на пути движения вещества межзвездной среды, которое было удалено под действием давления излучения самой струи.
Морфология джета на отдалении от ядра указывает на то, что на струи оказывает влияние ударная волна, возникающая из-за быстрого движения галактики в скоплении. NGC 1272 находится практически в центре крупного скопления Персея и из-за этого на галактику оказывается давление на порядок большее, чем для галактик аналогичного типа.
Кроме этого, галактика NGC 1272 входит в состав одноимённой группы галактик NGC 1272. Помимо NGC 1272 в группу также входят ещё 28 галактик.
Этот объект входит в число перечисленных в оригинальной редакции «Нового общего каталога».
В галактике в 2016 году наблюдалась сверхновая типа Ia, получившая обозначение SN 2016ar.